# Kurt Beck
Kurt Beck (n. 5 februarie 1949, Bad Bergzabern) este un politician german, președintele SPD între 2006-2008. Din 1994 și până în 2012 a fost prim-ministru al landului Renania-Palatinat din Germania.

## Cariera politică
Beck a devenit membru SPD în anul 1972, vicepreședinte al partidului în 2003 și președinte în 2006, după retragerea lui Matthias Platzeck din motive de sănătate.